# 七一五事变
七一五事变（中国共产党称之为七一五反革命政变；中国国民党称之为武汉分共，或視之為「清党」的一個環節）爆发于1927年7月15日。在中國國民黨進行国民革命军北伐（1926年至1928年）時，原先採取「聯俄容共」的方針，與中國共產黨合作。但在北伐期間，國民党內部就容納共產黨與否的問題，於1927年分成南京（蔣中正等領導）及武漢（汪兆銘等領導）兩个国民政府，史稱寧漢分裂。武漢方面最初仍主張容共，其後與共產黨發生磨擦，再加上馮玉祥等軍事實力派人士的表態要求分共，汪兆銘乃於7月15日當日，在武汉召集会议，宣布停止与中国共产党的合作。至此第一次国共合作正式结束。

## 背景

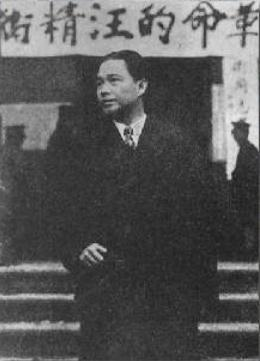
七一五之前的汪兆銘

### 四一二事件之前的国共关系与汪精卫
虽然在孙中山的联共政策下，国共两黨进行合作，但由于两党对于中国革命的终极目标不一致等原因，从西山会议到中山舰事件，两党间一直存在摩擦。在国民革命军北伐期间由共产党领导的中国工人运动使一部分原本支持国民政府的资本家的利益受损；而土地革命更是造成了国民革命军中一部分地主家庭出身的将士的不满。
在此情形下国民党之中出现与共产党分袂的声音。蒋中正等国民党右派主张尽早采用武力方式“清共”。而对此有所觉察的国民党左派、中共和共产国际代表等决定拥举此前受排挤出国、而名义上在任的国民政府主席汪精卫出来对抗。
1927年4月1日汪精卫回国，抵达被北伐军占领的上海。4月3日蒋中正、李宗仁等人先后与其见面，劝说其以国府主席身份领导国民党分共；但汪精卫表示他“站在工农一边”，主张暂且容共。4月4日举行的国民党在沪高官会议上，甚至出现了吴稚晖哀求汪精卫而下跪的场面，令人啼笑皆非。在蒋中正等人的劝解下，会议继续进行。会议最后就4月15日在南京召开二届四中全会解决国共纠纷一事达成几点共识：

会议依汪同志主张，望再暂时隐忍，出于和平解决之途，以四中全会解决纠纷。然在此会议召集前，依蒋同志之主张，采诸项应急之法。
- 一曰通告中共领袖陈独秀，立即制止国民政府辖区之共产党员，暂时停止一切活动，听候开会解决；
- 二曰对中央党部之国民政府迁鄂后因被共党操纵，所发命令不能健全，若以为妨碍党国前途者，在四中全会召集前，可不接受之；
- 三曰军队应饬令各该管长官，取缔有共党捣乱之党部、团体。
- 工人纠察队及其他武装团体，应服从总司令（蒋介石）指挥，否则应视为反革命，严行取缔。

然而，汪精卫为了争取政治上的主动，于4月5日与陈独秀发表了《国共两党领袖汪兆铭、陈独秀联合宣言》，声称国共将合作到底。这份宣言激怒了反共的国民党人，吴稚晖更讥讽汪精卫要做“国民党的家长”。当晚汪精卫离开上海，前往共产党和国民党左派占多数的武汉国民政府。

### 四一二事件和宁汉分裂
汪精卫以召集在汉的中央委员到南京开二届四中全会名义，於4月10日抵达武汉，与唐生智、谭延闿等人会合。他原本以为会议会正常举行，不料蒋中正联合了胡汉民、李济深等势力，於4月12日开始进行“清共”，并另行组建了南京国民政府。震怒之下汪精卫以国民党中央执行委员会名义，宣布对蒋中正“开除党籍，免去本人所兼各职”。4月18日，南京国民政府成立当天，武汉召开群众大会，汪精卫发表演说，对蒋中正大加鞭挞。宁汉正式分裂。
为避免武汉“东征”，李宗仁及部下应榆汉分别到江西和武汉，对汪精卫和汉方的实力派朱培德进行劝说。宁汉双方得以在互不干涉的情况下继续北伐。

## 国共合作走向全面破裂

### 武汉内部的反共
武汉在四一二事变之后，国共关系仍甚为紧密，经常举行“国共联席会议”。汉方辖区内工农运动也继续展开，但这些激起了一些国军将士，特别是地主或工商业出身的子弟不满。5月21日国军第三十五军三十三团团长许克祥就已发动马日事变。不久独立第十四师师长夏斗寅也发动反共兵变。虽然武汉国民政府对此明令讨伐，但在何键等人的偏袒下，没有实际效果。许、夏两人转投南京，导致武汉国民政府失去了对湖北一部和湖南大部的控制。6月29日武汉警备司令李品仙和何键也公开反共，解除了汉口工人纠察队武装。

### 共产国际的五月指示
6月1日，共产国际代表罗易携一份《关于中国问题之决议》（五月指示）到达武汉。出于信任，他把这份指示先拿给汪精卫看。内容大意如下：

1. 坚决主张从下面实际占领土地，对此必须千方百计地加以促进。但必须同过火行为作斗争，不要触及军官和士兵的土地，要对手工业者、商人和小地主做出让步；
2. 动员两万共产党员和两湖地区五万革命工农，组建自己的军队；
3. 从下层吸收新的工农领导人加入国民党中央，改变国民党目前的构成。有旧思想的一律驱逐；
4. 成立以著名国民党人和非共产党人为首的革命军事法庭，惩办反动军官。

汪精卫认为这几个指示会让国民党灭亡。但还是进行了讨价还价，提出要苏俄提供1500万卢布贷款，而莫斯科同意提供200万援助。其后汪精卫还对苏联顾问鲍罗廷宣泄不满，并要驱逐其回国。

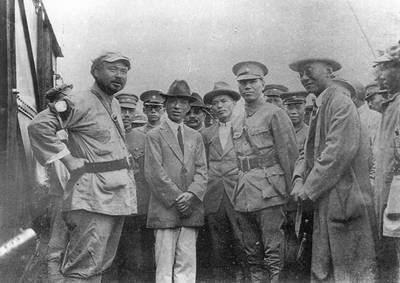
冯玉祥与蒋介石会面

### 冯玉祥反共
《五月指示》让汪精卫开始决定分共，但他希望能争取到宁汉之外的第三方冯玉祥的支持，从而达到分共制蒋的一箭双雕效果。为此在中共不知情的情况下，他派遣邓演达联络冯玉祥，於6月10日-6月12日与冯在郑州会晤。会上，尽管汪精卫同意给予冯玉祥尽可能的实惠，但冯玉祥坚持汪精卫先行分共。当时唐生智与张作霖在河南大战后元气大伤，而冯玉祥渔翁得利占领了河南，且在地理上接近湖北。汪精卫只能迁就於冯玉祥。
不料冯玉祥另遣李鸣钟与蒋中正联络，并於6月19日与蒋在徐州另行会议。比起武汉答应的一些虚职，蒋中正在财政上给予冯更多的实惠，且不强求一致对付汉方，令冯玉祥大为满意，乃至与蒋中正“相见恨晚”。会后冯玉祥以两人名义发通电，要求武汉早日驱逐鲍罗廷，实行清党，完成北伐等等。这使得武汉方面更加被动。

## 事件经过

### 中共的对策
关于《五月指示》，中共内部也有不同意见。陈独秀刚看到它时，也认为它不符合中国实际，并回电报表示暂难执行。这引来了联共和共产国际的不满。6月30日中央扩大会通过了《国共合作十一条》，开始建议共产党员以“请假”方式脱离武汉国民政府。
7月4日中共在汉口三教街紧急召开政治局扩大会议，总书记陈独秀和鲍罗廷均主张暂不应执行这份指示。但遭到了激进派的反对。此外，陳獨秀與鮑羅廷又決定在兩湖地區停止工農運動，以重建國民黨左派與共產黨的聯合戰線。共產國際認為陳獨秀、鮑羅廷以停止工農運動來換取在國民黨內苟存，是犯了「機會主義」的錯誤，急令鮑羅廷返俄國。7月8日共产国际要求中共党员退出武汉国民政府。7月12日陈独秀被解除中共总书记职务，另组成周恩来、李立三、李维汉、张太雷、张国焘为首的五人小组领导全局（后加入瞿秋白）。據學者張玉法所說，共產國際的目的是要中共「準備實行武裝暴動，以與國民黨爭奪革命領導權」。7月13日，中共发表宣言，正式退出国民政府，又責汪精衞是「公開贊助反革命」。

### 7月15日
当天汪精卫主持召开国民党会议。汪精卫在会上公开了《五月指示》，指责共产党的政策，但主张以和平方式遣散共产党人。这一主张得到了大多数人的赞同，只有宋庆龄的代表陈友仁抗议并退场。会议最后针对中共的宣言通过了《统一本党政策案》，要国民党和军队中的共产党人立即声明脱离共产党，否则予以停职。但汪精卫亦表示无意采取暴力分共。 武漢政府更派員到莫斯科，討論切實聯合辦法，保護中共黨員的個人身體自由。在當天，汪精衞得知了7月13日中共發表的宣言，次日，汪精卫又以政治委员会主席团名义，抨击共产党“破坏革命”，并将武汉国民政府内的共产党员一律停职。
在武漢政府分共的同時，又没有放弃讨蒋。仍视蒋中正为“党国唯一的敌人”。

## 后果和影响

### 南昌起义及镇压
武漢國民政府於1927年7月15日的進行分共事件，令其與中共的矛盾升溫；7月19日，中共及共青團對國民黨及汪精衞續行攻擊；26日，國民黨採取嚴厲措施，免去各機關中的中共黨員職務。决定组建自己武装的中共於8月1日在南昌发动起事，而中共方面则一直称“大革命的失败”才导致了军队建立。武汉方面决定镇压，被舆论评价“较南京政府之清党似犹过之”。中国大陆的历史教科书等用“宁可枉杀千人，不可使一人漏网”形容当时的血腥景象，但没有明确提及这句话是在什么时候说的，且认为是汪精卫本人的发言。据谢觉哉回忆，湖北曾有“宁肯错杀三千，不肯放松一个”的布告。而当时国民革命军第19军副军长陶钧最以此发言闻名。汪精卫本人至少在南昌起义前，一直否认主张对共产党开杀戒。

### 宁汉合流
汉方在分共的同时，并未放弃讨蒋。而蒋中正主持北伐不利，徐州失守。李宗仁为首的桂系又软硬兼施，终于逼迫蒋中正与胡汉民、张人杰等人决定下野。李宗仁领衔发电庆祝汉方分共，当时蒋中正仅列名第四位。8月13日，蒋中正正式下野。8月底9月初，武汉国民政府机关陆续迁往南京。